# Кузнєцов Микола Олександрович
Микола Олександрович Кузнєцов (3 серпня 1922, місто Москва, тепер Російська Федерація — 19 листопада 1988, місто Москва) — радянський державний діяч, 2-й секретар Московського міського комітету КПРС, міністр культури РРФСР. Кандидат у члени ЦК КПРС у 1966—1971 роках. Депутат Верховної Ради РРФСР 6—8-го скликань.

## Життєпис
Народився в родині робітника.
У 1940—1942 роках — у Червоній армії, учасник німецько-радянської війни.
У 1943—1947 роках — на комсомольській роботі в Москві.
Член ВКП(б) з 1946 року.
У 1949 році закінчив Московську обласну партійну школу.
З 1949 року — на партійній роботі в Москві.
У 1952 році закінчив заочно Московський обласний педагогічний інститут.
На 1958 рік — 1-й секретар Калінінського районного комітету КПРС міста Москви.
У 1961—1962 роках — завідувач відділу Московського міського комітету КПРС.
26 листопада 1962 — 21 грудня 1965 року — 2-й секретар Московського міського комітету КПРС.
26 листопада 1965 — 28 лютого 1974 року — міністр культури Російської РФСР.
З лютого 1974 року — персональний пенсіонер союзного значення в Москві.
Помер 19 листопада 1988 року. Похований в Москві на Кунцевському цвинтарі.

## Нагороди
- орден Вітчизняної війни І ст.
- орден Трудового Червоного Прапора
- медалі